# Cyrus Hostetler
Cyrus Hostetler (ur. 8 sierpnia 1986 w Newberg) – amerykański lekkoatleta specjalizujący się w rzucie oszczepem.
W 2011 zdobył srebrny medal na igrzyskach panamerykańskich, a w 2012 nie awansował do finału igrzysk olimpijskich.
Medalista mistrzostw USA ma w dorobku jeden brązowy medal (Eugene 2011).
Rekord życiowy: 83,83 (21 maja 2016, Tucson).

## Osiągnięcia
| Rok  | Impreza                  | Miejsce        | Lokata            | Wynik |
| ---- | ------------------------ | -------------- | ----------------- | ----- |
| 2011 | Igrzyska panamerykańskie | Guadalajara    | 2. miejsce        | 82,24 |
| 2012 | Igrzyska olimpijskie     | Londyn         | el. – 32. miejsce | 75,76 |
| 2016 | Igrzyska olimpijskie     | Rio de Janeiro | el. – 20. miejsce | 79,76 |
| 2017 | Mistrzostwa świata       | Londyn         | el. – 18. miejsce | 79,71 |